# Robert Janssens
Robert Janssens (* 27. Juli 1939 in Brüssel) ist ein belgischer Komponist, Dirigent und Musikpädagoge.

## Leben
Janssens studierte an den Konservatorien von Lüttich und Brüssel. Er unterrichtete zunächst an der Ecole Normale in Brüssel. Später wurde er Professor für Orchesterleitung am Brüsseler Konservatorium sowie Direktor der Brüsseler Musikakademie und des Konservatoriums von Mons. Er ist Begründer und Präsident des Internationalen Sommerfestivals von Brüssel, bei dem regelmäßig Werke zeitgenössischer belgischer Komponisten aufgeführt werden.
Als Dirigent leitete Janssens Orchester u. a. in Belgien, der Schweiz und Österreich, den USA und Kanada, Kolumbien und Venezuela, China und Japan, Russland der Türkei, Italien und Griechenland. Hierbei setzte er sich besonders dafür ein, die Werke belgischer Komponisten international bekannt zu machen.
Janssens komponierte vorwiegend Werke für großes Orchester, darunter ein Klavier- und ein Cellokonzert und das Ballett Yerma, das vom Ballet de Wallonie uraufgeführt wurde, aber auch Klavierwerke und mehrere Streichquartette. Unter seinen religiösen Werken ist besonders die  Messe des artistes zu nennen sowie das Requiem, das bei der Uraufführung 2004 in Brüssel mit standing ovations gefeiert wurde.

## Werke
- Quatre impromptus für Klavier, 1977
- Les marionnettes de Toone für Orchester, 1978
- Conversations für Flöte, Klarinette, Horn und Fagott, 1981
- Narcisse nach Texten von Frederika Blanka für Stimme und Orchester oder Klavier, 1981
- Le chant du pou für Flöte, 1982
- Le Messe des artistes, dite de St François für Sopran, Frauenchor und Orchester, 1982
- Prélude et fugues für Orgel, 1983
- Concertino für Klarinette und Klavier oder Streicher, 1984
- Concertino per fagotto für Fagott und Orchester oder Klavier, 1987
- Hommage à Ravel für Klavier, 1987
- Silver Trio für Flöte, Violine und Cello, 1987
- Les chemins de la liberté für zwei Klaviere, 1988
- Les sonates de l’Abbaye für Kammerorchester, 1988
- Trio für Flöte, Violine und Viola, 1988
- Toy toy für Klavier, 1990
- Mutatis mutandis für Cello, Kontrabass oder Viola und Klavier, 1991
- Utinam für Klavier, 1991
- Concerto n°2 für Klavier oder Violine und Orchester oder Violine und Klavier, 1992
- Zodia, 1992
- Disneyland für Klarinette und Klavier, 1992
- Sonate „facile“ für Klarinette und Klavier, 1992
- Yerma, Ballett, 1992, 1996
- Voyage au pays sonore... für Altsaxophon, Schlagzeug, Akkordeon, Klavier und Synthesizer, 1993
- Sonatine für Recorder und Cembalo, 1994
- Thème et variations für Flöte und Gitarre, 1994
- Quatuor à cordes n°1, 1999
- Concerto für Cello und Orchester, 2001
- Quatuor à cordes n°2, 2004
- Requiem für gemischten Chor und Orchester, 2004
- Quatuor à cordes n°3, 2005
- Kid Soon für Sopran, Chor und Orchester, 2005
- Trio à clavier, 2005
- Trio für Violine, Viola und Cello, 2005
- Kyrie? Allo? für Sopran, Bariton, Frauen- und Kinderchor und Orchester, 2006
- Vidimus Stellam für gemischten Chor, Orgel und Orchester, 2007

## Schriften
- Geschiedenis van de luit en de gitaar. Verlag Metropolis, Antwerpen 1980.
- Geschiedenis van de mandoline. Verlag Metropolis, Antwerpen 1982, ISMN 979-0-36500036-4 (Suche im DNB-Portal).